# Творческое объединение мастерских Сергея Голомазова
ТОМ Голомазова (Творческое объединение мастерских Сергея Голомазова) — театр, созданный в 2014 году выпускниками мастерских заслуженного деятеля искусств России, профессора Сергея Голомазова. Художественный руководитель театра — Сергей Голомазов. Председатель Театрального Союза ТОМ Голомазова — Вера Бабичева. Продюсер ТОМа Голомазова — Дарья Шитикова.

## История создания
ТОМ Голомазова создан выпускниками и учениками мастерской профессора Сергея Голомазова, которую он уже много лет возглавляет в ГИТИСе. Сергей Голомазов выпустил уже пять мастерских (2002, 2006, 2010, 2014 и 2018 годы), в 2014 набрал пятую мастерскую (совместную с Павлом Осиповичем Хомским). 23 сентября 2014 года в Театральном центре «На Страстном» состоялось открытие ТОМа Голомазова.

## Спектакли
В репертуаре театра спектакли:
- «Волки о овцы»* (А. Н. Островский). Руководитель постановки — Сергей Голомазов; режиссёр — Тарас Белоусов; сценография — Сергей Голомазов, Тарас Белоусов.

Гран-при X Фестиваля «Твой шанс».
- «123 сестры» (А. П. Чехов). Постановка — Сергей Голомазов и Вера Бабичева; сценография и музыкальное оформление — Сергей Голомазов.

Диплом I степени VI-го международного молодёжного театрального фестиваля «Апарт» (г. Санкт-Петербург).
- «Княжна Марья» (по роману Л. Н. Толстого «Война и мир»). Режиссёр и автор инсценировки — Сергей Посельский; музыка — Ави Беньямин (Израиль).

Лауреат VI-го международного молодёжного театрального фестиваля «Апарт» (г. Санкт-Петербург);
Премия имени Народного Артиста СССР М. И. Царева «За успешное постижение актерской профессии»;
Премия «Золотой лист» за лучшую женскую роль — Юлиана Сополёва.
- «Особые люди» (по мотивам одноименной пьесы Александра Игнашева). Художественный руководитель постановки Сергей Голомазов; автор переработки и режиссёр спектакля — Артемий Николаев; авторы проекта Екатерина Дубакина и Артемий Николаев.
- «Мещане. Попытка прочтения»' (эскиз по пьесе Максима Горького «Мещане»). Режиссёр Сергей Голомазов ; Гран-при XIV фестиваля «Твой шанс»;

Лучшая мужская роль на Международном Фестивале во ВГИКе (2017 г.) — Артём Губин;
Лучшая женская роль Фестиваль во ВГИКе (2017 г.) — Марика Шмуксте;
Лучшая мужская роль на Фестивале «Виват, театр!» (г. Тамбов) — Илья Антоненко ;
- «Shopping&Fucking» ((по мотивам пьесы Марка Равенхилла, перевод Арсения Свинцова); Художественный руководитель постановки — Сергей Голомазов; режиссёр — Тарас Белоусов

## Награды и достижения
- Гран-при X Фестиваля «Твой шанс» за спектакль «Волки и овцы» (по пьесе А. Н. Островского. Режиссёр С.Голомазов).
- Диплом I степени VI-го международного молодёжного театрального фестиваля «Апарт» (г. Санкт-Петербург) за спектакль «123 сестры» (А. П. Чехов. Режиссёр С.Голомазов).
- Лауреат VI-го международного молодёжного театрального фестиваля «Апарт» (г. Санкт-Петербург) — спектакль «Княжна Марья» (Л. Н. Толстой. Режиссёр С. Посельский).
- Премия имени Народного Артиста СССР М. И. Царева «За успешное постижение актерской профессии» за спектакль «Княжна Марья» (Л. Н. Толстой. Режиссёр С. Посельский).
- Премия «Золотой лист» за лучшую женскую роль — Юлиана Сополёва, роль Княжны Марьи. Спектакль «Княжна Марья» (Л. Н. Толстой. Режиссёр С. Посельский).

## Площадки
Спектакли ТОМа Голомазова играются в московских театрах:
- Спектакль «Особые люди» в театре на Малой Бронной.
- Спектакль «Мещане. Попытка прочтения» в театральном центре «На Страстном»
- Спектакль «Shopping&Fucking» в театральном центре «На Страстном»
- Спектакль «Волки и овцы» в Театральном центре «На Страстном»;
- Спектакли «Княжна Марья» и «123 сестры» в Учебном театре ГИТИСа;